# Los Panchos
Los Panchos (coneguts també com a Trio Los Panchos) va ser un trio musical romàntic mexicà i porto-riqueny de fama internacional format en la dècada de 1940. Els boleros van ser el seu principal gènere musical.

## Història
El Trio Los Panchos es va formar a la ciutat de Nova York en 1944, on els mexicans Alfredo Bojalil Gil, més conegut com El Güero Gil, i José de Jesús Navarro Moreno, més conegut com a Chucho Navarro, al costat del porto-riqueny Herminio Avilés Negrón, de nom artístic Hernando Avilés, van decidir unir els seus talents i innovar el gènere dels trios cantant a tres veus i tres guitarres. Temps més tard, Avilés i Navarro tocaven la guitarra i Gil el requint. Es van iniciar en l'ambient artístic el 14 de maig de 1944 en presentar-se a l'Hispanic Theatre de Nova York interpretant música ranxera mexicana amb gran èxit, la qual cosa aviat els va portar a gravar el seu primer disc, per al segell Coda, titulat Mexicantos, amb set temes de música mexicana i el bolero «Hasta mañana», el mateix que els va obrir les portes cap a aquest gènere musical amb el qual se'ls identifica arreu del món.
Los Panchos van guanyar fama internacional amb les seves boleros romàntics, especialment a Amèrica Llatina, on en el començament de la segona part del segle XX continuaven sent honrats com un dels trios més famosos de tots els temps. Van vendre milions de còpies dels seus discos de 78 RPM i àlbums LP a uns pocs anys de la seva fundació.
Les companyies discogràfiques SEECO i CBS Columbia (avui part del consorci Sony BMG Music Entertainment) els van donar a signar contractes amb els quals van forjar la seva trajectòria. En la dècada de 1940 ja havien col·laborat a Amèrica amb la CBS Orquestra Viva Amèrica (Alfredo Antonini - Director d'orquestra) amb el acordionista John Serry Sr. en un àlbum discogràfic per a Pilotone Rècords (Catàleg # 45 5067, # 45 5069).
En 1951, quan Hernando Avilés va abandonar el grup, immediatament Gil i Navarro van convocar a una audició a diversos aspirants, que va guanyar el músic i cantant bolivià Raúl Shaw Moreno, qui a penes s'iniciava en l'ambient artístic. Shaw Moreno només va durar uns nou mesos amb l'agrupació, ja que la seva veu, més pastosa i forta que la d'Avilés, no va acabar d'agradar al públic.
Després d'aquesta crisi, Los Panchos van continuar amb la seva carrera marcada per les seves set primeres veus, i van intervenir també aproximadament a cinquenta pel·lícules al llarg de la seva trajectòria. Durant aquest temps, el lloc de primera veu va ser ocupat per artistes com els porto-riquenys Julio Rodríguez Reyes i Johnny Albino i el mexicà Enrique Càceres Méndez, entre d'altres.
En 1964, CBS va proposar als integrants del trio, llavors conformat pels dos integrants fundadors i Johnny Albino, d'acompanyar-se per primera vegada d'una veu femenina. Es tractava de la vocalista estatunidenca d'ascendència sefardita Eydie Gormé, qui tenia alguns anys de trajectòria discogràfica als Estats Units i que recentment començava a gravar en castellà. De la col·laboració entre Gormé i Los Panchos, a més dels músics acompanyants, va néixer el àlbum Great Love Songs In Spanish (titulat Amor, en castellà). L'èxit d'aquest intent va fer que la CBS els reunís novament per a gravar els àlbums Cuatro Vidas i Blanca Navidad.
Cap a 1970, a proposta de la filial mexicana de CBS Columbia, Los Panchos, amb ajuda de la tecnologia d'àudio, van ser convocats a un estudi d'enregistrament per a acoblar les seves veus i guitarres i els sons de mariachis a la veu de Javier Solís en un àlbum denominat Dos ídolos cantanfo juntos, que es va convertir en la primera reconstrucció tècnica post mortem de la música de Solís i que no va ser desvinculat del gènere del bolero ranxer. Aquest àlbum precediria a un dedicat a la música ranxera mexicana. Després d'això, Los Panchos van tornar a col·laborar amb vocalistes femenines com a acompanyants. És el cas dels LP gravats al costat de la italiana Gigliola Cinquetti i les cantants argentines Estela Raval i María Martha Serra Lima, amb qui es va tancar aquesta etapa.
En els anys noranta van gravar en Espanya, amb Sony Music, els discos Los Panchos Hoy i Los Panchos a su manera,, que van rebre discos d'or i de platí. Van ser els últims discos que va gravar el fundador Chucho Navarro, i amb la col·laboració de Chucho Navarro Jr.

## Obra
Després de 49 anys de carrera, el Trio Los Panchos ha deixat un llegat d'unes 1.122 cançons, sense comptar enregistraments o transmissions radiofòniques, presentacions en TV, a més d'haver gravat en diferents idiomes a més del castellpa, com anglès, japonès, àrab, tagal, grec i italià i d'haver provat diversos gèneres musicals, com el tango, el country, el vals peruà, el pasillo, el son, la rumba, el mambo, la guaracha, el chachachá, el joropo, el merengue, la clave, la guarania, la galopa, el blues, la cueca i el pasaje veneçolà.

## Integrants
Els tres fundadors del trio van ser:
- Chucho Navarro: el seu nom era José de Jesús Navarro Moreno, va ser membre fundador del trio. Va ser responsable de la segona veu, guitarra i conducció des de 1944 fins a la seva mort en 1993. Va néixer en Irapuato, Guanajuato, el 20 de gener de 1913 i va morir en Mèxic D.F. el 23 de desembre de 1993. Considerat com un dels compositors més prolífics contemporanis, autor d'èxits com Lo dudo, Rayito de Luna,[5] La corriente, Una copa más, Sin un amor, Perdida, Maldito corazón, Sin remedio, entre d'altres. El seu fill Chucho Navarro Jr. és el successor actual, continua amb l'herència al trio viatjant per tot el món.

- Alfredo Gil: el seu nom va ser Alfredo Bojalil Gil, també conegut artísticament com El Güero Gil (el ros). Creador i fundador principal del trio. Executant del requinto i la tercera veu des de 1944 fins al seu retir en 1981. Va néixer a Teziutlán, Puebla, el 5 d'agost de 1915 i va morir a Mèxic D.F. el 10 d'octubre de 1999. El requint va ser creat per ell davant la necessitat de reforçar les introduccions i els passatges sense veu de les cançons; afinat una Quarta més alta que la guitarra normal, s'assembla a una guitarra petita però amb un so més agut, donant un excel·lent efecte i so musical a les interpretacions. Autor d'èxits com Caminemos, Sin un amor, Hija de la mala vida, Basura, Tu ausencia, Solo, Cien mujeres, Me castiga Dios, No trates de mentir, Ni que sí, ni quizá ni que no, Un siglo de ausencia, Ya es muy tarde, Loco, Mi último fracaso, No te vayas sin mí, Si tu me dices ven (Lodo) entre d'altres.

- Hernando Avilés: el seu veritable nom era Herminio Avilés Negrón, va ser la primera veu del trio des de 1944 a 1951 i després de 1956 a 1958, va néixer l'1 de febrer de 1914 a San Juan (Puerto Rico) i va morir a Mèxic D.F. el 26 de juliol de 1986. Va ser també integrant del trio Los Tres Reyes al costat dels germans, Raúl i Gilberto Puente.

Després de l'allunyament d'Hernando Avilés, diversos vocalistas més es van unir al trio en diferents èpoques com primeres veus:
- Raúl Shaw Moreno: pseudònim de Raúl Alberto Shaw Boutier, primera veu del trio entre 1951 i 1952. Va néixer el 30 de novembre de 1923 en Oruro, Bolívia. Després del seu allunyament, va integrar el trio Los Peregrinos i després Los Tres Caballeros junt amb Roberto Cantoral i Benjamín ''Chamín'' Correa. Posteriorment, va mantenir una carrera com a compositor, en la seva qualitat de solista i va realitzar intervencions fonogràfiques a Mèxic i Veneçuela. Radicat en l'Argentina, va morir en Buenos Aires, el 14 d'abril de 2003.

- Julito Rodríguez: va ser la primera veu del trio des de 1952 fins a 1956. Va néixer en 1927 a Santurce, Puerto Rico. Durant la seva estada amb Los Panchos, Rodríguez va descobrir el talent de Javier Solís, recomanant-lo a la filial mexicana del segell Columbia Records. Compositor d'èxits com Mar y cielo, es va retirar del grup en 1956 formant més tard el Trio Los Primos al costat de Tatín Vale i Rafael Scharron, el qual va ser rebatejat després com «Julito Rodríguez su Trío». Posteriorment, formaria el trio Los Tres Grandes de 1975 a 1983. Va romandre a Puerto Rico al costat de la seva esposa, on va morir el 27 de juliol de 2013.

- Johnny Albino: el seu veritable nom era Juan Antonio Albino, i va néixer el 19 de desembre de 1919 en Yauco, Puerto Rico. Amb el seu trio San Juan va ser rival dels Panchos però en 1958 va formar part del trio com a primera veu, fins a 1966. Va compondre temes com Carilú, que va escriure a la filla de Chucho Navarro, Flor sin color i La distancia nos separa. El seu allunyament es va produir enmig de greus desavinences caracteritzades per demandes legals de totes dues parts. Albí va morir a la ciutat de Nova York el 7 de maig de 2011.

- Enrique Cáceres: va ser primera veu del trio de 1966 a 1971, va néixer un 2 de maig de 1935. Càceres, qui anteriorment havia estat primera veu dels Tecolines i del Trio Las Sombras, també es va destacar com a compositor amb temes com Niñería, Adulterio i Amigo cantinero. Malgrat el seu registre de tenor i d'haver gravat diversos temes, no va convèncer els seguidors del trio, perquè sentien que no s'identificava amb l'estil conreat pel grup. És de destacar que quan Enrique Càceres va ser reemplaçat pel seu successor Ovidio Hernández, va haver-hi una etapa de transició durant la qual el Trio Los Panchos va alternar les dues primeres veus. Després del seu retir definitiu va continuar amb la seva carrera com a solista. Va morir el dilluns 22 d'agost de 2011.

- Ovidio Hernández: va ser primera veu del trio de 1971 a 1976. Va néixer en Poza Rica, Veracruz, Mèxic. Hernández, qui anteriorment havia estat primera veu del Trio Los Astros i del Trio Los Galantes, va ser autor de les cançons Ah, que gente, Escoria, Camina, Perderás, perderás i Por fuera y por dentro. A causa de la meningitis va morir en Mèxic D.F. el 27 de setembre de 1976, i va ser el primer dels integrants que mor quan encara pertany al grup.

- Rafael Basurto Lara: nascut a Tlapa, Estat de Guerrero, Mèxic el 15 d'abril de 1941. Va ingressar al trio al novembre de 1977, ja que s'esperava la defunció del seu antecessor, Ovidio Hernández, mantenint-se com la primera veu fins a 1992 que abandona el trio sense comunicar-ho i es queda a Espanya usurpant el nom. Chucho Navarro i Gabi Vargas continuaren gira per l'Argentina aquest any i hagueren de cridar a una altra primera veu, Johnny Albino a causa de la marxa de Basurto. L'any 2005 perd un judici a Los Angeles per usar il·legalment el nom de Los Panchos.

- Gabriel Vargas Aguilar: va néixer a Veracruz, Mèxic en 1959. A l'edat de 7 anys ja tocava amb mestratge el requint i és quan Alfredo Gil el porta a Mèxic DF per a perfeccionar la seva tècnica. Es va destacar participant en el trio amb gran destresa.

- Chucho Navarro Jr.: Va ser convocat pel seu pare Chucho Navarro el cofundador de Los Panchos i Director del trio fins a la seva mort el 24 de desembre de 1993. Chucho Navarro Jr. va participar fent la segona veu i harmonia, ja que a part del gust per la música romàntica, també va heretar la mateixa tessitura de veu del seu pare. És l'hereu legítim, continua amb la voluntat testamentària recorrent els escenaris de tots els continents.

## Discografia
- 194? - La Palma (Los Panchos Trio con Orquesta Viva América de Alfredo Antonini y John Serry Sr.)[6]
- 1945 – Mexicantos
- 1950 – Los Panchos Favorites
- 1953 – Boleros Selectos, Vol. 1
- 1955 – Boleros Selectos, Vol. 2
- 1955 – Así Cantan Los Panchos
- 1956 – Canciones Para Una Noche de Lluvia
- 1956 – Vaya Con Dios
- 1956 – Canciones del Corazón
- 1956 – South Of The Border
- 1956 – Mexican Holiday
- 1957 – Eva Garza
- 1958 – Un Minuto de Amor
- 1959 – Trío Los Panchos Y Chucho Martínez Gil
- 1959 – Siete Notas de Amor
- 1960 – Los Panchos Con Johnny Albino Cantan
- 1961 – Ciudadanos del Mundo
- 1961 – Ceguera de Amor
- 1961 – Los Panchos En Japón
- 1962 – Época de Oro
- 1962 – Cantan Tangos
- 1962 – Noche de Tokyo
- 1962 – Guty Cardenas
- 1962 – El Pecador
- 1962 – México Canta
- 1962 – Favoritos Latinos
- 1963 – A Mi Madrecita
- 1963 – Cantan a Paraguay
- 1963 – Pedro Flores
- 1963 – Los Panchos Sing Great Love Songs In English
- 1964 – Caminemos
- 1964 – Amor (Eydie Gormé)
- 1965 – More Amor (Eydie Gormé)
- 1965 – El Pescador de Estrellas
- 1965 – Obsesión
- 1965 – Los Panchos En Persona
- 1965 – Horas Nuestras
- 1966 – Que No Te Cuenten Cuentos
- 1966 – Celoso
- 1966 – Blanca Navidad (Eydie Gormé)
- 1967 – Los Panchos En Estéreo, Vol. 1
- 1967 – Con Éxitos de Armando Manzanero
- 1967 – En Venezuela
- 1967 – El Trío Los Panchos With The Jordanaires
- 1968 – Los Panchos En Estéreo, Vol. 2
- 1968 – El Trío Los Panchos y Armando Manzanero
- 1968 – Los Panchos y Gigliola Cionquetti
- 1968 – Con Mariachi
- 1970 – Liliana
- 1970 – Los Panchos En Japón, Vol. 2
- 1970 – Los Panchos Cantan a Agustín Lara
- 1970 – Eydie Gorme Canta En Español
- 1970 – Trío Los Panchos
- 1970 – Cuatro Vidas (Eydie Gormé)
- 1971 – Volví La Espalda
- 1971 – Voces Internacionales Con Los Panchos
- 1971 – Basura
- 1971 – Háblame
- 1972 – Lo Dudo
- 1972 – Frío En El Alma
- 1972 – Martha (Estela Raval)
- 1972 – Quiero
- 1972 – Cantan al Perú
- 1972 – Adulterio
- 1972 – La Hiedra
- 1973 – El Tiempo Que Te Quede Libre
- 1973 – Tú Me Acostumbraste (Estela Raval)
- 1974 – Gil, Navarro Y Hernández
- 1974 – Yo Lo Comprendo
- 1976 – Cantan a Latinoamérica
- 1976 – Sabor a Mi
- 1977 – Si Tú Me Dices Ven (Lodo)
- 1981 – España En La Voz de Los Panchos
- 1982 – Los Panchos En Brasil
- 1985 – Homenaje a Carlos Gardel
- 1985 – La Nave del Olvido
- 1989 – Esencia Romántica
- 1990 – Love Songs Of The Tropics (C)
- 1990 – Todo Panchos: Las 24 Grandes Canciones
- 1990 – Todo Panchos 2: Si Tú Me Dices Ven (Lodo)
- 1991 – Siglo Veinte
- 1991 – Interpretan a Ernesto Lecuona
- 1991 – Triunfamos
- 1991 – Hoy
- 1992 – Latin American Favourites
- 1993 – Los Panchos Y Sus Voces
- 1993 – Eydie Gorme Y Los Panchos – 24 Grandes Canciones
- 1994 – Leyendas Los Panchos, Vol. I
- 1994 – Leyendas Los Panchos, Vol.2
- 1995 – Los Panchos Cantan a La Mujer Deseada
- 1995 – Los Panchos: Cantan a Gardel (Con Estela Raval, Eydie Gormé y Gigliola Cinquetti)
- 1997 – Inolvidable (José Luis Rodríguez)
- 1997 – Amor Sin Palabras
- 1999 – Inolvidables Vol.2 - Enamorado de Ti (José Luis Rodríguez)
- 1999 – Caminemos
- 1999 – Serenade Trío Los Panchos
- 1999 – Grandes Éxitos
- 2000 – Mil Años Más De Amor
- 2001 – Inolvidable Vol.3 – Algo Contigo (José Luis Rodríguez)
- 2005 – Insaciable
- 2006 – Ebrio de Amor
- 2006 – Alma Vanidosa
- 2007 – Amor de Bolero
- 2009 – Enamorado
- 2010 – María Elena y Otros Éxitos
- 2011 – Los Panchos y Las Canciones de Álvaro Carrillo
- 2012 – Los Panchos Cantan En Inglés
- 2013 – A Su Manera
- 2013 – Bésame Mucho
- 2013 – Las Siete Primeras Voces
- 2013 – Trío Los Panchos y Ellas